# Demonax dubius
Demonax dubius là một loài bọ cánh cứng trong họ Cerambycidae.